# Highpoint (Ohio)
Highpoint é um lugar designado pelo censo localizado no condado de Hamilton no estado estadounidense de Ohio. No Censo de 2010 tinha uma população de 1.503 habitantes e uma densidade populacional de 1.686,95 pessoas por km².

## Geografia
Highpoint encontra-se localizado nas coordenadas 39° 17′ 21″ N, 84° 20′ 50″ O. Segundo a Departamento do Censo dos Estados Unidos, Highpoint tem uma superfície total de 0.89 km², da qual 0.89 km² correspondem a terra firme e (0%) 0 km² é água.

## Demografia
Segundo o censo de 2010, tinha 1.503 habitantes residindo em Highpoint. A densidade populacional era de 1.686,95 hab./km². Dos 1.503 habitantes, Highpoint estava composto pelo 85.76% brancos, o 4.66% eram afroamericanos, o 0.2% eram amerindios, o 2.93% eram asiáticos, o 1.06% eram insulares do Pacífico, o 2.46% eram de outras raças e o 2.93% pertenciam a duas ou mais raças. Do total da população o 4.32% eram hispanos ou latinos de qualquer raça.